# (38145) 1999 JF61
1999 JF61 (asteroide 38145) é um asteroide da cintura principal. Possui uma excentricidade de 0.14470330 e uma inclinação de 6.08978º.
Este asteroide foi descoberto no dia 10 de maio de 1999, por LINEAR em Socorro.